# Ariphanarthra palpalis
Ariphanarthra palpalis är en biart som beskrevs av Jesus Santiago Moure 1951. Ariphanarthra palpalis ingår i släktet Ariphanarthra och familjen vägbin. Inga underarter finns listade.